# Defender 1994
Defender 1994 è il sesto singolo della band heavy metal Manowar. Esso è stato pubblicato nel 1994.

## Tracce
1. Defender
2. Hatred

## Formazione
- Ross the Boss - chitarra
- Joey DeMaio - basso
- Scott Columbus - batteria
- Eric Adams - voce